# 勒梅尼勒奥帕克
勒梅斯尼奥帕克（法語：Le Mesnil-Opac，法語發音：[lə mɛnil ɔpak]）是法国芒什省的一个旧市镇，属于圣洛区。2016年，勒梅尼勒奥帕克与临近的2个市镇合并为新市镇穆瓦永维拉日。

## 地理
勒梅尼勒奥帕克（49°0'47"N, 1°5'52"W）面积5.58 平方千米，位于法国诺曼底大区芒什省，该省份为法国西北部沿海省份，西、北、东北三面环大西洋，东起顺时针与卡爾瓦多斯省、奧恩省、马耶讷省和伊勒-维莱讷省接壤。
与勒梅尼勒奥帕克接壤的市镇（或旧市镇、城区）包括：穆瓦永维拉日、布尔瓦莱、特鲁瓦戈、圣马丹德邦福塞、圣龙费尔、勒梅尼勒埃尔芒、布尔瓦莱。
勒梅尼勒奥帕克的时区为UTC+01:00、UTC+02:00（夏令时）。

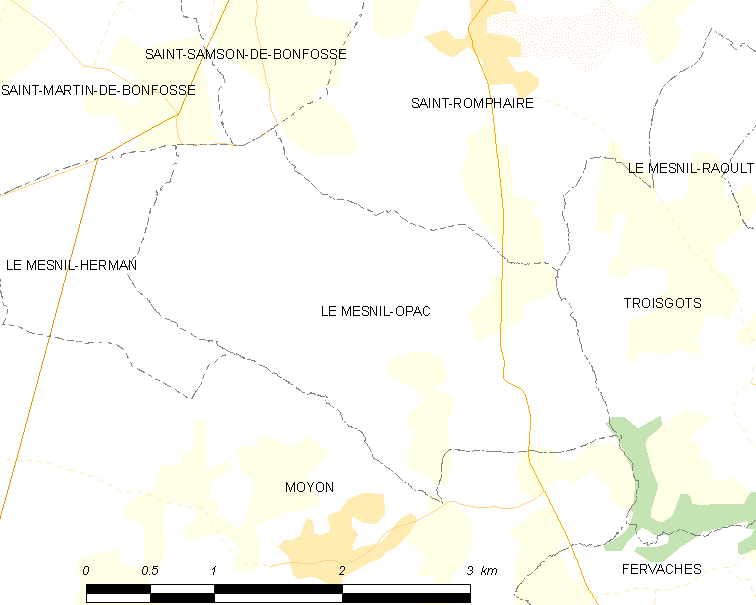
勒梅尼勒奥帕克的OSM定位图

## 行政
勒梅尼勒奥帕克的邮政编码为50860，INSEE市镇编码为50316。

## 政治
勒梅尼勒奥帕克所属的省级选区为维尔河畔孔代县。

## 人口

1962-2008年间勒梅尼勒奥帕克人口变化图示

勒梅尼勒奥帕克于2018年1月1日时的人口数量为249人。